# Libohovë
Libohovë est une municipalité d'Albanie, appartenant à la préfecture de Gjirokastër. Sa population est de 3 667 habitants en 2011.

## Description
Libohovë est une municipalité et un village d'Albanie appartenant au comté de Gjirokastër. Il est situé en dessous du château de Libohovë et possède une rue principale surplombant la vallée de la rivière Drino. Il est situé au pied du mont Bureto. La région fait partie du parc naturel régional de Zagori.
La municipalité a été créée lors de la réforme locale de 2015 en fusionnant les anciennes municipalités de Libohovë, Qendër Libohovë et Zagori, qui sont devenues des unités administratives. La mairie est établie dans la commune de Libohovë. La population totale de la commune est de 3 667 habitants (recensement de 2011), sur une superficie totale de 248,24 km2.